# Martwy kabaret
Martwy kabaret – dwupłytowy album zespołu Made in Poland zawierający archiwalne nagrania z lat 1984–1985. Album zawiera także 140 stronicową książeczkę ze szczegółową historią zespołu autorstwa Roberta Jarosza.

## Lista utworów

### CD 1
1. "Intro: Wojciech Kilar – Krzesany" – 1:43
2. "To tylko kobieta" – 7:21
3. "Pompatycznie" – 4:04
4. "Oto wasz program" – 2:48
5. "Ja myślę" – 3:34
6. "Ku świetlanej" – 4:32
7. "Papier z pieczątką" – 2:29
8. "Jedna kropla deszczu" – 3:40
9. "Wiara" – 2:13
10. "Obraz we mgle" – 5:21

- Utwory 1–10: Jarocin 15.08.1985

### CD 2
1. "Oto wasz program" – 2:56
2. "Ja myślę" – 2:56
3. "Wspomnienie świata" – 2:52
4. "Wciąż tylko śliskie słowa (Ucieczka)" – 2:20
5. "Zapowiedź" – 0:10
6. "Zabić świat" – 4:37
7. "Słowa i łzy" – 6:07
8. "Bumango" – 3:18
9. "Ja myślę" – 4:13
10. "To tylko kobieta" – 5:56
11. "Oto wasz program (finał)" – 2:58
12. "Pod płaszczykiem prawa" – 3:13
13. "Wspomnienie świata" – 3:41
14. "To tylko kobieta" – 7:25
15. "W moim pokoju" – 7:07

- Utwory 1–4: Studenckie Centrum Radiowe Nowinki – Kraków, 13.06.1984
- Utwory 5–9,11: Jarocin 3.08.1984
- Utwór 10 – koncert laureatów Jarocin 4.08.1984
- Utwory 12–15: Rock Arena – Poznań 17.05.1985

## Skład
- Robert Hilczer – wokal
- Krzysztof Grażyński – gitara
- Piotr Pawłowski – gitara basowa
- Artur Hajdasz – perkusja